# Алеутская операция
Алеутская операция — захват японской армией островов Кыска и Атту (Алеутские острова) (операция «AL»). Являлся отвлекающим манёвром от основной атаки, целью которой был атолл Мидуэй: захват Алеутских островов должен был начаться на сутки раньше, чтобы отвлечь силы американского флота на север.

## Японский десант на Атту и Кыску
Для захвата было создано северное соединение вице-адмирала Босиро Хосогаи, которое состояло из 2 лёгких авианосцев, 6 крейсеров, 12 эсминцев, 6 подводных лодок, 4 транспортов (2450 человек десанта) и ряда других судов обеспечения.
Операция была начата 3 июня 1942 года ударом японской авиации по военно-морской базе Датч-Харбор на острове Уналашка. Японский десант в составе 1250 человек высадился на Кыску утром 7 июня. Спустя несколько часов десант высадился и на остров Атту.
Гарнизоны на островах отсутствовали, поэтому захват был осуществлён без помех. На острове Кыска располагалась американская метеостанция. Два её сотрудника были убиты, остальные 8 взяты в плен.

## Бой у Командорских островов
В ходе патрулирования вод вблизи Командорских островов оперативная группа адмирала Макморриса, состоящая из 1 тяжёлого и 1 лёгкого крейсеров, а также 4 эсминцев, обнаружила японский конвой в составе 3 транспортов, следующий на остров Атту под прикрытием 2 тяжёлых, 2 лёгких крейсеров, а также 5 эсминцев. Несмотря на перевес японской стороны в силах, американское соединение атаковало конвой. В ходе боя японцы сумели нанести американским кораблям серьёзные повреждения, заставившие их прекратить атаку. Однако командующий конвоем вице-адмирал Хосогая, опасаясь возможного авиаудара с базы в Датч-Харборе, приказал повернуть назад на Парамушир.

## Американский десант на о. Атту
11 мая 1943 года началась операция по отвоеванию острова Атту. Защитники острова под командованием полковника Ясуё Ямасаки не препятствовали десантированию, но окопались на высотах. 29 мая оставшиеся в живых защитники острова внезапно атаковали американские позиции у Массакр-бэй. После продолжительного и ожесточённого сражения все японцы погибли, кроме всего 28 человек, взятых в плен (из них ни одного офицера). Американцы захоронили 2351 японского солдата, но ещё сотни погибли до этого от бомбардировок. Американские потери составили 3929 человек, из них 579 убитыми.

## Битва Призраков (Phantom battle)
В июле 1943 американская армия установила блокаду острова Кыска. В операции участвовали около 40 тыс. американских десантников, 100 кораблей и 236 самолётов. Японский гарнизон состоял из примерно 8,5 тыс. человек и 20 самолётов. 23 июля радар летающей лодки «Каталина» зафиксировал 7 судов в 200 милях северо-западнее острова Атту. 26 июля в 00:07 радар линкора «Миссисипи» обнаружил неопознанные объекты. С линкора «Айдахо», тяжёлых крейсеров «Уичита» и «Портланд» сообщили, что видят их тоже. Линкоры и крейсера взяли курс на цель и открыли огонь в 00:13. Наблюдатели докладывали, что видят вспышки залпов, следы торпед. В 00:44 объекты исчезли с радаров и адмирал Кинкейд приказал прекратить огонь. Однако разведка не обнаружила в зоне стрельбы никаких следов боя. «Ни кораблей, ни обломков, ни даже дохлого кита». В этом бою линкоры выпустили 518 14-дюймовых снарядов, а крейсера — 487 8-дюймовых. События были объяснены ошибками радаров и нервными расстройствами у наблюдателей.
На следующий день, 27 июля, адмирал Томас Кинкейд приказал участникам «битвы» отправиться на заправку, и они покинули зону блокады, открыв путь крейсерам адмирала Масатоми Кимуры.

## Эвакуация Кыски
Ввиду невозможности обороны острова было принято решение об эвакуации гарнизона. В ночь на 22 июля из гавани на острове Парамушир вышел отряд адмирала Кимуры в составе крейсеров «Абакума», «Кисо», нескольких эсминцев и танкера «Ниппон-мару». 26 июля они приблизились к острову Кыска на расстояние 500 км, 28 июля в 18:40 крейсеры подошли к берегу и забрали гарнизон. За 55 минут на борт были взяты контр-адмирал Тэруо Акияма, офицеры, солдаты, добровольцы и гражданские лица — всего 5183 человека (по 1200 человек на крейсеры и по 470 — на эсминцы). 31 июля корабли вернулись в Парамушир. Японцы смогли скрытно вывезти весь гарнизон до последнего человека.

## Операция «Коттедж»

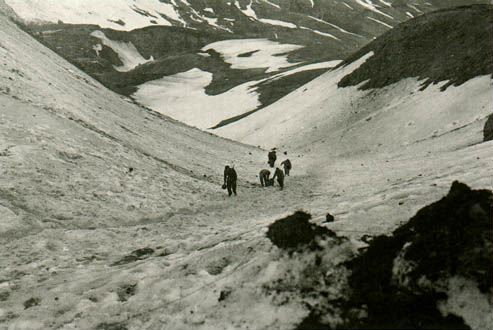

Ничего не зная об эвакуации японских войск, американцы продолжали обстрелы и бомбардировку острова, так как 2 августа лётчики сообщили, что заметили зенитный огонь и людей на острове. После многодневной авиационной и артиллерийской подготовки 15 августа началась тщательно продуманная операция по захвату острова. Была произведена имитация десанта на восточном берегу, в то время как основные силы высаживались на западном, и 34 тысячи американских солдат высадились на остров, оставленный японцами ещё в конце июля. В результате путаницы и происшествий при высадке и во время прочёсывания острова 25 человек погибло и 31 был ранен из-за «дружественного огня». Эскадра десантных кораблей тоже потеряла 70 человек, когда 18 числа в 01:34 на японской мине подорвался эсминец типа Флетчер «Abner Read».
Несколько дней американцы прочёсывали остров, пока 17 августа не вышли в район основного японского лагеря и окончательно убедились, что противника на нём нет. Остров был необитаем. Нашли только нескольких собак, оставленных японцами. Один лётчик грустно заметил: «Мы сбросили на Кыску 100 000 листовок, но эти собаки не умели читать».